# شهرستان برود-پوساوینا
شهرستان برود-پوساوینا (به لاتین: Brod-Posavina County) یک شهرستان در کرواسی است. شهرستان برود-پوساوینا ۲٬۰۳۰ کیلومتر مربع مساحت و ۱۵۸٬۵۷۵ نفر جمعیت دارد.